# 27 juillet en sport
27 juin 27 août
Chronologies thématiques
- Croisades
- Ferroviaires
- Disney

Le 27 juillet (208e jour de l'année ou 209e en cas d'année bissextile) en sport.

## Événements

### XIXesiècle
- 1852 :
  - (Cricket) : John Sherman fait sa dernière apparition de première classe dans l'équipe de Manchester contre Sheffield au Hyde Park Ground, à Sheffield. Sa carrière s'étend sur 44 saisons depuis ses débuts le 20 septembre 1809.
- 1867 :
  - (Athlétisme) : le Britannique William McLaren, court le 100 m dans un temps mesuré de 11 secondes.
- 1870 :
  - (Baseball) : Première défaite à domicile en plus de seize mois pour les Cincinnati Red Stockings. Ils s'inclinent 11-7 face aux Philadelphia Athletics.
- 1900 :
  - (Compétition automobile) : Paris-Toulouse-Paris remporté par Alfred Velghe sur une Mors.

### XXesièclede1951à2000
- 1952 :
  - (Athlétisme) : le Tchèque Emil Zátopek remporte le marathon des Jeux d'Helsinki et devient le premier et le seul athlète de l’histoire des Jeux olympiques à obtenir la médaille d’or dans cette épreuve ainsi que dans le 5 000 mètres et le 10 000 mètres au cours des mêmes jeux.
- 1963 :
  - (Natation) : Don Schollander bat le record du monde du 200 m nage libre, le portant à 1 min 58 s 8. Il est le premier nageur en dessous des 2 minutes.
- 1986 :
  - (Formule 1) : Grand Prix automobile d'Allemagne.
- 1993 :
  - (Athlétisme) : Javier Sotomayor porte le record du monde du saut en hauteur à 2,45 mètres.
- 1997 :
  - (Formule 1) : Grand Prix automobile d'Allemagne.

### XXIesiècle
- 2001 :
  - (Natation) : à Fukuoka, le nageur australien Geoff Huegill bat le record du monde du 50 m papillon, le portant à 23 s 44.
- 2008 :
  - (Cyclisme) : à Paris, le cycliste espagnol Carlos Sastre remporte le Tour de France 2008, 95e du nom, devant l'Australien Cadel Evans et l'Autrichien Bernhard Kohl. C'est la 1re victoire de Carlos Sastre sur un Grand Tour. Les autres vainqueur de maillots distinctifs sont Óscar Freire, maillot vert, Bernhard Kohl, maillot à pois, Andy Schleck, maillot blanc, la meilleure équipe est l'Équipe cycliste CSC-Saxo Bank et le super combatif est Sylvain Chavanel.
- 2012 :
  - (JO) : 3e jour de compétition aux Jeux olympiques de Londres ;
- 2014 :
  - (Cyclisme) : l'Italien Vincenzo Nibali de l'équipe Astana remporte son premier Tour de France devançant les Français Jean-Christophe Péraud de l'équipe AG2R La Mondiale et Thibaut Pinot de l'équipe FDJ.fr.
  - (Compétition automobile /Formule 1) : au Grand Prix automobile de Hongrie disputé sur le Hungaroring, victoire de l'Allemand Nico Rosberg sur une Mercedes devant l'Espagnol Fernando Alonso sur une Ferrari puis du Britannique Lewis Hamilton sur une Mercedes.
- 2015 :
  - (Natation /Mondiaux) : en 10 km en eau libre, victoire de l'Américain Jordan Wilimovsky. Au plongeon synchronisé à 10 m, victoire des Chinois Chen Ruolin et Liu Huixia. Au plongeon à 1 m messieurs, c'est le Chinois Xie Siyi qui remporte son 3e titre mondial consécutif. En synchronisée de la technique par équipes, victoire de la Russie.
- 2018 :
  - (Cyclisme sur route /Tour de France) : sur la 19e étape du Tour de France 2018 qui relie Lourdes à Laruns, sur une distance de 200,5 kilomètres[1], victoire du Slovène Primož Roglič. Le Britannique Geraint Thomas conserve le maillot jaune.
  - (Football /Ligue 2) : reprise du championnat de France de football de Ligue 2 qui se terminera le 17 mai 2019.
- 2019 :
  - (Cyclisme sur route /Tour de France) : sur la 20e étape du Tour de France qui se déroule entre Albertville et Val Thorens, sur une distance de 130 kilomètres mais qui est finalement raccourcie la veille : la descente du Cormet de Roselend, où une coulée de boue a endommagé la route, est rendue impraticable. Les villes de départ et d'arrivée restent inchangées, mais les coureurs ne feront que la dernière ascension programmée : la très longue et irrégulière montée de Val Thorens avec ses 33 km (5,5 % de moyenne). Elle est amputée de 70,5 kilomètres. L'Italien Vincenzo Nibali s'impose et le Colombien Egan Bernal conserve le maillot jaune[2].
- 2021 :
  - (Jeux olympiques d'été /JO de Tokyo) : 7e jour de compétitions des Jeux olympiques.
- 2023 :
  - (Cyclisme sur route /Tour de France Femmes) : sur la 5e étape du Tour de France qui se déroule entre Onet-le-Château et Albi, sur une distance de 126,1 kilomètres[3], victoire de l'Allemande Ricarda Bauernfeind. La Belge Lotte Kopecky conserve le maillot jaune.
  - (Jeux de la Francophonie / Jeux de Kinshasa) : 1er jour de compétitions des Jeux de la Francophonie avec la cérémonie d'ouverture.
- 2024 :
  - (Jeux olympiques d'été /JO de Paris) : 3e jour de compétitions des Jeux olympiques.
- 2025 :
  - (Cyclisme sur route /Tour de France) : sur la 21e et dernière étape du Tour de France qui se déroule entre Mantes-la-Ville et l'avenue des Champs-Élysées à Paris, sur une distance de 132,3 km[4], victoire du Belge Wout van Aert qui depuis 2005 s’impose en solitaire sur les Champs-Élysées. Le Slovène Tadej Pogačar, sans surprise remporte le classement général.
  - (Football /Euro féminin) : en finale de l'Euro féminin qui à lieu en Suisse qui oppose l'Angleterre à l'Espagne, les The Lionesses conservent leur titre à l’issue d’une stressante séance de tirs au but en finale (1-1, 3-1 t.a.b.)[5].

## Naissances

### XIXesiècle
- 1858 :
  - George Lyon, golfeur canadien. Champion olympique aux Jeux de Saint-Louis 1904. († 11 mai 1938).
- 1880 :
  - Louis Marc, poloïste et nageur français. Médaillé de bronze aux Jeux de Paris 1900. († 26 mai 1946).
- 1894 :
  - André Jousseaume, cavalier de dressage français. Champion olympique par équipes aux Jeux de Los Angeles 1932, d'argent par équipes aux Jeux de Berlin 1936, champion olympique par équipes et médaillé d'argent en individuel aux Jeux de Londres 1948 puis médaillé de bronze en individuel aux Jeux d'Helsinki 1952. († 26 mai 1960).

### XXesièclede1901à1950
- 1905 :
  - Leo Durocher, joueur de baseball puis dirigeant sportif américain. († 7 octobre 1991).
- 1909 :
  - George Saling, athlète de haies américain. Champion olympique du 110m haies aux Jeux de Los Angeles 1932. († 15 avril 1933).
- 1913 :
  - Gérard Côté, athlète de fond canadien. († 12 juin 1993).
- 1914 :
  - Giuseppe Baldo, footballeur italien. Champion olympique aux Jeux de Berlin 1936. (4 sélections en équipe nationale). († 31 juillet 2007).
- 1921 :
  - Nolan Luhn, joueur de foot U.S. américain. († 27 novembre 2011).
- 1928 :
  - Karl Mai, footballeur puis entraîneur allemand. Champion du monde de football 1954. (21 sélections en équipe nationale). († 15 mars 1993).
- 1930 :
  - Oscar Rossi, footballeur puis entraîneur argentin. (20 sélections en équipe nationale). († 5 septembre 2012).
- 1932 :
  - Forest Able, basketteur américain.
- 1934 :
  - Jim Elder, cavalier de sauts d'obstacles et de concours complets canadien. Médaillé de bronze du concours complet par équipes aux Jeux de Melbourne 1956 et champion olympique du sauts d'obstacles par équipes aux Jeux de Mexico 1968.
- 1940 :
  - Eduard Gushchin, athlète de lancers de poids soviétique puis russe. Médaillé de bronze aux Jeux de Mexico 1968. († 14 mars 2011).
- 1942 :
  - Elie Cester, joueur de rugby à XV français. Vainqueur du Grand chelem 1968 et des Tournois des Cinq Nations 1967 et 1970. (35 sélections en équipe de France). († 3 janvier 2017).
  - Dennis Ralston, joueur de tennis américain. Vainqueur de la Coupe Davis 1963. († 6 décembre 2020).
- 1943 :
  - Christian Carrère, joueur de rugby XV français. Vainqueur du Grand chelem 1968 et des Tournois des Cinq Nations 1967 et 1970. (28 sélections en équipe de France).
- 1944 :
  - Jean Dumas, footballeur français.
- 1948 :
  - Peggy Fleming, patineuse artistique américaine. Championne olympique dames aux Jeux de Grenoble 1968. Championne du monde de patinage artistique dames 1966, 1967 et 1968.
  - Moss Keane, joueur de rugby à XV irlandais. Vainqueur des Tournois des Cinq Nations 1974, 1982 et 1983. (51 sélections en équipe nationale). († 5 octobre 2010).
- 1949 :
  - André Dupont, hockeyeur sur glace canadien.

### XXesièclede1951à2000
- 1952 :
  - Marvin Barnes, basketteur américain. († 8 septembre 2014).
- 1954 :
  - Philippe Alliot, pilote de F1 et de courses automobile d'endurance français.
- 1955 :
  - Allan Border, joueur de cricket australien. (156 sélections en Test cricket).
- 1956 :
  - Dave Dombrowski, dirigeant sportif de baseball américain.
- 1957 :
  - James Ray, basketteur américain.
- 1959 :
  - Hugh Green, joueur de foot U.S. américain.
- 1960 :
  - Jo Durie, joueuse de tennis britannique.
- 1962 :
  - Neil Brooks, nageur australien. Champion olympique du relais 4 × 100 m 4 nages aux Jeux de Moscou 1980 puis médaillé d'argent du relais 4 × 100 m nage libre et de bronze du relais 4 × 100 m 4 nages aux Jeux de Los Angeles.
  - Sandra Gasser, athlète de demi-fond suisse.
- 1965 :
  - José Luis Chilavert, footballeur paraguayen. (74 sélections en équipe nationale).
- 1966 :
  - Thierry Devergie, joueur de rugby à XV français. (16 sélections en équipe de France).
- 1967 :
  - Craig Wolanin, hockeyeur américain.
- 1968 :
  - Ricardo Rosset, pilote de F1 brésilien.
- 1971 :
  - Pierre Fairbank, athlète handisport de sprint T53 français. Champion olympique du 200 m, médaillé d'argent du 400 m et du 800 m aux Jeux de Sydney 2000, médaillé d'argent du relais du 4 × 400 m et de bronze du relais 4 × 100 m aux Jeux d'Athènes 2004, médaillé de bronze du relais du 4 × 400 m aux Jeux de Pékin 2008, médaillé d'argent du 800 m et de bronze du 400 m aux Jeux de Rio 2016 puis médaillé de bronze du relais 4 × 400 m aux Jeux de Tokyo 2020. Champion du monde d'athlétisme handisport du 4x100m T53-54 1998 puis champion du monde d'athlétisme handisport du 400 et 800 m 2002.
- 1972 :
  - Candice Gilg, skieuse acrobatique française. Championne du monde de ski acrobatique des bosses 1995 et 1997.
  - Xavier Pompidou, pilote de courses automobile français.
- 1973 :
  - Perry Freshwater, joueur de rugby à XV néo-zélandais puis anglais.
- 1974 :
  - Kyle Milling, basketteur puis entraîneur américain.
- 1975 :
  - Alex Rodriguez, joueur de baseball américain.
- 1979 :
  - Sidney Govou, footballeur puis consultant TV français. (49 sélections en équipe de France).
- 1980 :
  - Mikhaïl Balandine, hockeyeur sur glace russe. († 7 septembre 2011).
  - Allan Davis, cycliste sur route australien.
  - Olivier Kapo, footballeur français. (9 sélections en équipe de France).
- 1982 :
  - Gévrise Émane, judokate française. Médaillée de bronze des -63 kg aux Jeux de Londres 2012. Championne du monde de judo des -70 kg 2007, championne du monde de judo des -63 kg 2011 et 2015. Championne d'Europe de judo des -70 kg 2006, 2007 et 2016. Championne d'Europe de judo des -63 kg 2011 et 2012.
  - Wycliff Palu, joueur de rugby à XV australien. (58 sélections en équipe nationale).
- 1983 :
  - Lorik Cana, footballeur albano-français. (94 sélections avec l'équipe d'Albanie).
- 1984 :
  - Ron Lewis, basketteur américain.
  - Max Scherzer, joueur de baseball américain.
  - Lu Xiaojun, haltérophile chinois. Champion olympique des -77 kg aux Jeux de Londres 2012 puis médaillé d'argent des -77 kg aux Jeux de Rio 2016. Champion du monde d'haltérophilie des -77 kg 2009, 2011, 2013 et 2015.
- 1985 :
  - Mouna Béji, joueuse de pétanque tunisienne. Championne du monde de pétanque de triplette 2011. Championne d'Afrique de pétanque de triplette 2019. Victorieuse de la Pétanque EuroCup 2019.
  - Durell Vinson, basketteur américain.
- 1986 :
  - François Braud, skieur de combiné nordique français. Champion du monde de combiné nordique du petit tremplin par équipes 2013 puis du grand tremplin par équipes et médaillé d'argent en individuel ainsi que de bronze par équipes du petit tremplin 2015, Médaillé de bronze en individuel du grand tremplin à ceux 2017.
  - DeMarre Carroll, basketteur américain.
- 1987 :
  - Marek Hamšík, footballeur slovaque. (138 sélections en équipe nationale).
  - Julien Bérard, cycliste sur route français.
  - Jordan Hill, basketteur américain.
  - Maxime Livio, cavalier de concours complet et entraîneur français. Médaillé de bronze par équipes aux Mondiaux des jeux équestres 2018.
- 1988 :
  - John Hardie, joueur de rugby à XV écossais. (16 sélections en équipe nationale).
- 1989 :
  - Yohann Auvitu, hockeyeur sur glace français.
  - Henrik Dalsgaard, footballeur danois. (27 sélections en équipe nationale).
  - Marion Maubon, handballeuse française. Victorieuse de la Coupe Challenge féminine 2015 et de la Ligue européenne féminine 2021.
- 1990 :
  - Sokol Cikalleshi, footballeur albanais. (58 sélections en équipe nationale).
  - Glory Johnson, basketteuse américano-monténégrine.
  - Gerek Meinhardt, fleurettiste américain. Médaillé de bronze du fleuret par équipes aux Jeux de Rio 2016 et aux Jeux de Tokyo 2020. Champion du monde d'escrime par équipes 2019.
- 1991 :
  - Violetta Kolobova, épéiste russe. Médaillée de bronze par équipes aux Jeux de Rio 2016. Championne du monde d'escrime à l'épée par équipes 2013 et 2014. Championne d'Europe d'escrime à l'épée par équipes 2012, en individuelle 2015 et 2017.
- 1992 :
  - Sadio Doucouré, basketteur franco-malien.
  - Johan Goosen, joueur de rugby à XV sud-africain. Vainqueur du Challenge européen 2021. (13 sélections en équipe nationale).
  - Vincent Pourchot, basketteur français.
  - Naïm Sliti, footballeur franco-tunisien. (79 sélections avec l'équipe de Tunisie).
  - Peter Valier, hockeyeur sur glace français.
- 1993 :
  - Sage Kotsenburg, snowboardeur américain. Champion olympique du slopestyle aux Jeux de Sotchi 2014.
  - Jordan Loyd, basketteur américain.
  - Jordan Spieth, golfeur américain. Vainqueur du Masters 2015, de l'US Open 2015 et de l'Open britannique 2017.
- 1994 :
  - Clément Boyer, joueur de rugby à XIII français. (8 sélections en équipe de France).
- 1996 :
  - Dawit Seyaum, athlète de demi-fond éthiopienne.
- 1998 :
  - Przemysław Wiśniewski, footballeur polonais.
- 1999 :
  - Stilyan Grozdev, haltérophile bulgare. Champion d'Europe d'haltérophilie des -61kg 2021.
  - Jeppe Okkels, footballeur danois.

### XXIesiècle
- 2001 :
  - Miguel Gutiérrez, footballeur espagnol. Vainqueur de la Ligue des champions 2022.
- 2002 :
  - Abdullah Iqbal, footballeur espagnol.
- 2004 :
  - Manu Bueno, footballeur espagnol.

## Décès

### XXesièclede1901à1950
- 1912 :
  - Albert Lemaître, 48 ans, pilote de courses et fabricant d'automobiles français. (° 5 février 1864).
- 1932 :
  - Horace Hutchinson, 73 ans, golfeur anglais. (° 16 mai 1859).
- 1938 :
  - John Exley, 71 ans, rameur américain. Champion olympique du huit aux Jeux de Paris 1900 puis aux Jeux de Saint-Louis 1904. (° 23 mai 1867).
- 1943 :
  - Herbert Barrett, 69 ans, joueur de tennis britannique. Champion olympique du double messieurs indoor aux Jeux de Londres 1908 puis médaillé d'argent du double mixte indoor aux Jeux de Stockholm 1912. (° 24 novembre 1873).

### XXesièclede1951à2000
- 1979 :
  - Henri Saint Cyr, 77 ans, cavalier de dressage et de concours complet suédois. Champion olympique du dressage individuel et par équipes aux Jeux d'Helsinki 1952 puis aux Jeux décalés de Stockholm 1956. (° 15 mars 1912).
- 1991 :
  - Pierre Brunet, 89 ans, patineur artistique de couples et ensuite entraîneur français puis américain. Médaillé de bronze aux Jeux de Chamonix 1924, puis champion olympique aux Jeux de Saint-Moritz 1928 et aux Jeux de Lake Placid 1932. Champion du monde de patinage artistique 1926, 1928 1930 et 1932. Champion d'Europe de patinage artistique 1932. (° 28 juin 1902).
  - Gino Colaussi, 77 ans, footballeur puis entraîneur italien. Champion du monde de football 1938. (25 sélections en équipe nationale). (° 4 mars 1914).
- 1993 :
  - Reggie Lewis, 27 ans, basketteur américain. (° 21 novembre 1965).
- 1996 :
  - Elwin Rollins, 69 ans, hockeyeur sur glace canadien. (° 9 octobre 1926).
- 1998 :
  - Zlatko Čajkovski, 74 ans, footballeur puis entraîneur yougoslave puis croate. Médaillé d'argent aux Jeux de Londres 1948 et aux Jeux d'Helsinki 1952. (55 sélections avec l'équipe de Yougoslavie et 2 avec celle de Croatie). Vainqueur de la Coupe d'Europe des vainqueurs de coupe de football 1967. (° 24 novembre 1923).

### XXIesiècle
- 2004 :
  - Roger Colliot, 78 ans, footballeur français. (° 2 septembre 1925).
- 2011 :
  - Hideki Irabu, 42 ans, joueur de baseball japonais. (° 15 mai 1969).
- 2022 :
  - Jean Bobet, 92 ans, cycliste sur route puis journaliste sportif français. Vainqueur de Paris-Nice 1955. (° 22 février 1930).
- 2024 :
  - Mariano Haro, 84 ans, athlète de fond et de cross espagnol. (° 27 mai 1940).